# 可愛擬雀鯛
可愛擬雀鯛，為鱸形目鱸亞目擬雀鯛科的其中一種，為熱帶海水魚，分布於西印度洋斯里蘭卡海域，深度12-18公尺，本魚體延長，頭部及體前半部、胸鰭橘色至橘紅色，具有數列縱向深色斑紋在體前半部；體後半部至尾鰭、背鰭、臀鰭為紫色至紫黑色，背鰭、尾鰭及臀鰭具有橘色邊緣，棲息在礁石區的底層水域，生活習性不明。

## 擴展閱讀
維基物種上的相關：可愛擬雀鯛